# Karakul (jezero)
Jezero Karakul ali Karakuli (ujgursko قاراكۆل, latinizirano: Qaraköl, Қаракөл; kirgiško Каракөл; tadžiško Қарокӯл; rusko Каракуль, dobesedno 'črno jezero'), je jezero 196 km jugozahodno od Kašgarja, avtonomna pokrajina Šindžjang-Ujgur, Kitajska. Je v okrožju Akto v avtonomni prefekturi Kizilsu Kirgiz ob Karakorumski avtocesti, preden doseže Taškurgan, prelaz Khundžerab na kitajsko-pakistanski meji in Sost v Pakistanu.
Na nadmorski višini 3600 m je najvišje jezero na planoti Pamir, blizu stičišča gorovja Pamir, Tjanšan in Kunlun. Trije najvišji vrhovi, ki so obdani z gorami, ki ostanejo vse leto pokrite s snegom, so Muztagh Ata (7546 m), Kongur Tagh (7649 m) in Kongur Tiube (7530 m). Stopljena voda iz bližnjih ledenikov Muztagh Ata močno vpliva na kemijo jezerske vode in usedlin.
Jezero je priljubljeno med popotniki zaradi svoje pokrajine in jasnosti svojega odseva v vodi, katere barva sega od temno zelene do azurne in svetlo modre. Ob obali jezera Karakul sta dve kirgiški naselji, majhno število jurt približno 1 km vzhodno od postajališča avtobusa in vas s kamnitimi hišami na zahodnih obalah.
| - Jezero Karakul z goro Muztag Ata preko jezera - Kitajski turisti ob jezeru Little Karakul. 2011 |